# Magyar Templeton Program
A 2015. szeptember 15-én indult és 2017. február 28-ig tartó Magyar Templeton Program egy olyan egyedülálló kísérleti program, amelynek fő célja a magyar kivételes kognitív tehetségek fejlesztése és támogatása a 10–29 éves korosztályban. A program 300 magyar, kivételes kognitív tehetséget (Magyar Junior Templeton Fellow) és 150, 5–8 éves, hátrányos helyzetű kivételes kognitív tehetséget azonosít és válogat be, egy kizárólag erre a programra kidolgozott új módszertan mentén.

## A Templeton Alapítványról
Sir John Templeton (1912–2008) szenvedélyes elkötelezettje volt a tudományos, teológiai, filozófiai és társadalomtudományi kutatásoknak. Munkásságának egyik fő célja az volt, hogy hozzájáruljon a világ egyetemes szabályrendszerének megértésével egy morálisan, mentálisan és lelki síkon is jobb társadalom kialakulásához.
1987-ben alapította a John Templeton Foundationt, melyhez a Templeton World Charity Foundation is tartozik. A TWCF kizárólag meghívásos alapon, saját hatáskörben dönti el, hogy milyen kezdeményezéseket támogat. Sir John Templeton végrendeletének értelmében keresik a támogatásra méltó programokat: melyek az élet és a világegyetem nagy kérdéseire és kihívásaira keresik a választ, valamint olyan kivételes kognitív tehetségeket segítenek, akik hozzájárulnak az emberiség boldogulásához.

## A Magyar Templeton Program
A program a Templeton World Charity Foundation támogatásával és a European Social Fund társtámogatásával valósul meg. A program szakmai együttműködő partnere a Magyar Tehetségsegítő Szervezetek Szövetsége (MATEHETSZ).
A program célja egy olyan kivételes tehetségekből álló kreatív közösség, hálózat létrehozása, melynek tagjait a kortárs kiválóságok segítségével felkészíti arra a felelősségteljes feladatra, hogy itthon és Európában az eljövendő évtizedek meghatározó vezetői, kutatói, vállalkozói legyenek. 
A beválasztott fiatal tehetségek (Magyar Junior Templeton Fellow-k) számára a program egyéves, személyre szabott tehetséggondozó programot valósít meg. A program külön figyelmet fordít az 5-8 éves hátrányos helyzetű gyermekekre, számukra egy új tehetségvizsgálati eljárást dolgozunk ki, valamint egy néhány napos műhelyfoglalkozás keretében nyújtunk tehetségtámogató programot.
A program segítséget nyújt a beválogatás során kitűnt, de a Magyar Junior Templeton Fellow-k közé nem került kivételes tehetségeknek is: a MATEHETSZ által is gondozott „Tehetségek Magyarországáért” ESF program gazdagító programokat szervez számukra.
 

### A beválogatás folyamata
A 300 Magyar Junior Templeton Fellow-t objektív szakmai szempontok alapján összeállított, új módszertan alapján választják be a programba. A beválogatásban használt tesztek több képességterületet is mérnek.
10-19 éves tehetségek esetében: IQ teszt, szókincs, problémamegoldás, munkamemória, motiváció és kreativitás.
A 20-29 éves tehetségek esetében: IQ teszt, valamint az eddigi eredmények, a produktivitás feltérképezése egy motivációs levél, az eddigi tevékenységek, az érdeklődés alapján, és egy bemutatkozó prezentáció vagy videó.

### A Program menete
A Programba beválogatott kognitív tehetségek, a Magyar Junior Templeton Fellow-k egy éven keresztül személyre szabott szakmai és egyéb tehetségfejlesztő támogatást kapnak. Minden tehetséggel egyéni mentor foglalkozik, a mentorok a hazai tudományos és üzleti élet kiválóságai közül kerülnek be a programba. 
A segítő program olyan elemeket tartalmaz, mint például: e-learning; coaching; személyiségfejlesztés; kapcsolatépítés; kommunikációs, nyelvi, számítógépes, kutatási- innovációs, pénzügyi, vállalkozói készségek fejlesztése, pályaválasztás, társadalmi felelősségvállalás segítése. 
A program a szakmai támogatás mellett nagy hangsúlyt fektet arra, hogy a Magyar Junior Templeton Fellow-k képességeiket és tudásukat felelős módon fordítsák a társadalom javára.

### A Program tartalma
A fiatal tehetségek egyéni szükségleteik és a program lehetőségei alapján többek között az alábbiak közül kapnak egyénre szabott tehetséggazdagító programokat:
- Tudományos kutatásokban, fejlesztésekben való részvétel
- Kutatóközpontok, tudományos és üzleti esetek, gyakorlatok megismerése
- Ösztöndíjak
- Külföldi utazások (verseny, tábor, konferencia)
- Üzleti képzések (pl . Lean, Start-up)
- LinkedIn, Mindennapi Hősök, PREZI képzések
- Kommunikációs, prezentációs képzések
- Nyelvtanulási lehetőség
- Esettanulmányok megismerése vállalati környezetben
- Soft skill képzések
- Társadalmi felelősségvállalás növelésére irányuló programok
- Üzleti terv készítése, start-upok beindításának lehetősége
- Szociális vállalkozás beindításának lehetőségei (Ashoka)
- Országos/nemzetközi tehetségnapon való részvétel
- Innovációs tábor

### Lehetőségek a Program után
A kísérleti program egy évre szól, amelynek folytatását tervezik itthon és a modell a kulturális különbségeket messzemenően figyelembe vevő európai adaptációi által előre láthatólag később más országokban is. A programban felkarolt tehetségeket figyelemmel követik és segítik a következő néhány év során a Magyar Junior Templeton Fellow Network hálózatának továbbra is fennmaradó kapcsolatainak köszönhetően.

## Mentorálás
A Program szakmai hátterét a mentori hálózat adja, melynek tagjai olyan tudósok, kutatók, szakemberek és üzletemberek, akik a saját területükön és személyes pályafutásuk során kiemelkedő eredményeket értek el. A mentorálás a program rendkívül hangsúlyos elemeként minden Magyar Junior Templeton Fellow számára elérhető.
Támogatók
- Bogányi Gergely

Kossuth-díjas és Liszt Ferenc-díjas magyar zongoraművész.
- Csermely Péter

Magyar biokémikus, hálózatkutató, a Magyar Tudományos Akadémia levelező tagja, és az Academia Europaea tagja. A Semmelweis Egyetem Orvosi Vegytani, Molekuláris Biológiai és Pathobiokémiai Intézetének egyetemi tanára. 2008 és 2010 között a Dr. Sólyom László köztársasági elnök által életre hívott Bölcsek Tanácsának tagja. A MATEHETSZ (Magyar Tehetségsegítő Szervezetek Szövetsége) egyik alapítója és tiszteletbeli elnöke.
- Dr. Freund Tamás

Széchenyi-díjas magyar neurobiológus, egyetemi tanár, a Magyar Tudományos Akadémia rendes tagja, 2014-től élettudományi alelnöke. Az agykéreg működésének nemzetközi hírű tudósa. 2011-ben a Magyar Tehetség Nagykövete volt.
- György Alfréd atya

Kamiliánus szerzetes, 2011-ben a Magyar Tehetség Nagykövete volt.
- Dr. Lovász László

Széchenyi-nagydíjas, Bolyai-nagydíjas, valamint Bolyai János alkotói díjas és Wolf-díjas magyar matematikus, egyetemi tanár, a Magyar Tudományos Akadémia elnöke, és az amerikai National Academy of Sciences rendes tagja.
- Dr. Mezey Barna

Magyar jogtörténész, az Eötvös Loránd Tudományegyetem rektora, Állam-és Jogtudományi Kar Magyar Állam- és Jogtörténeti Tanszékének tanszékvezető egyetemi tanára, a Magyar Tudományos Akadémia doktora.
- Polgár Judit

A sakktörténet legjobb női sakkozója: nemzetközi nagymester, nyolcszoros sakkolimpikon a nyílt kategóriában, kétszeres női sakkolimpiai bajnok, a nyílt kategóriában kétszeres olimpiai ezüstérmes, magyar szuperbajnok, U14 és U12 korosztályos ifjúsági világbajnok a fiúk között. A Magyar Tehetség Nagykövete volt 2014-ben.
- Dr. Sólyom László

Magyar jogtudós, egyetemi tanár, a Magyar Tudományos Akadémia rendes tagja. 1989 és 1998 között az Alkotmánybíróság tagja, 1990 és 1998 között a testület első elnöke, 2005 és 2010 között a Magyar Köztársaság elnöke. A Magyar Tehetség Nagykövete volt 2011-ben.
- Dr. Szabó Gábor

Magyar fizikus, a Magyar Tudományos Akadémia rendes tagja, a Szegedi Tudományegyetem rektora.
- Dr. Szél Ágoston

Magyar anatómus, a Semmelweis Egyetem rektora, egyetemi tanár és intézetigazgató, a Magyar Tudományos Akadémia doktora.

## Szakmai együttműködő partnerek
- Magyar Tudományos Akadémia és kutatóintézet hálózata (pl. MTA KOKI, Wigner Intézet stb.)
- Ashoka Magyarország
- Biotalentum Gödöllő
- Budapesti Műszaki és Gazdaságtudományi Egyetem
- Demola Budapest
- Eötvös Loránd Tudományegyetem
- Hősök Tere Project
- Károli Gáspár Református Egyetem
- MATEHETSZ (Magyar Tehetségsegítő Szervezetek Szövetsége)
- Mensa HungarIQa
- PeopleTest
- Semmelweis Egyetem
- Szegedi Tudományegyetem

### A Magyar Templeton Program támogatói
- Aegon Magyarország Általános Biztosító Zrt.
- GE Hungary
- IBM Innovation Center Budapest Archiválva 2015. október 8-i dátummal a Wayback Machine-ben
- National Instruments Hungary
- Magyar Szolgáltatóipari és Outsourcing Szövetség
- PREZI - House of Ideas
- United Way Magyarország